# Bolitoglossa occidentalis
Bolitoglossa occidentalis é uma espécie de anfíbio caudado pertencente à família Plethodontidae, sub-família Plethodontinae.